# شهدخوار گونه‌یاقوتی
شهدخوار گونه‌یاقوتی (نام علمی: Anthreptes singalensis) نام یک گونه از تیره شهدخواران است.